# Guarda Imperial Patrianovista
A Guarda Imperial Patrianovista, comumente chamada de Camisas Brancas, era a ala paramilitar da Ação Imperial Patrianovista Brasileira (AIPB). Seus integrantes se diferenciavam dos paramilitares de outras organizações, como os integralistas, por usarem seus uniformes brancos.
Segundo o historiador Joaquim P. Dutra Silva, a criação da guarda foi extremamente importante, dado o contexto em que foi criada, para manter as aparências, já que os grupos paramilitares eram considerados em voga e, mesmo que a guarda fosse pacífica, eles ainda carregariam os símbolos que representam.

## História
Em 1932, o grupo paramilitar foi formado para "defender um Brasil cristão contra os ataques do comunismo" e preparar o país para a instauração do terceiro Império. A esmagadora maioria dos integrantes do grupo era jovem, em êxtase ao ouvir os discursos proferidos por Veiga, que defendia a derrubada do "Brasil pequeno, ridículo, liberal-judaico-maçom-republicano, traiçoeiro, pela pena, pela palavra e armas". Assim como outros movimentos de terceira posição tinham suas saudações com as quais cumprimentavam outros integrantes, os patrianovistas gritavam "Glória", uma alternativa ao "Por Deus, pelo Brasil, pelo Imperador", com o braço direito levemente erguido, segurando os três primeiros dedos contando a partir do polegar para cima. "Glória" é uma versão abreviada de "Glória à Santíssima Trindade", que significa "Glória à Santíssima Trindade " Embora a GUIP fosse uma organização paramilitar, eles não realizaram nenhuma ação militar, nunca verdadeiramente portando armas, pois a verdadeira intenção do grupo era mostrar o patriarismo, já que a maioria organizações políticas, como a AIB, tinham milícias próprias, mas como o Pátria Nova não era um movimento de massas, a GUIP nunca conseguiu empatar com os camisas-verdes integralistas.

## Atividades

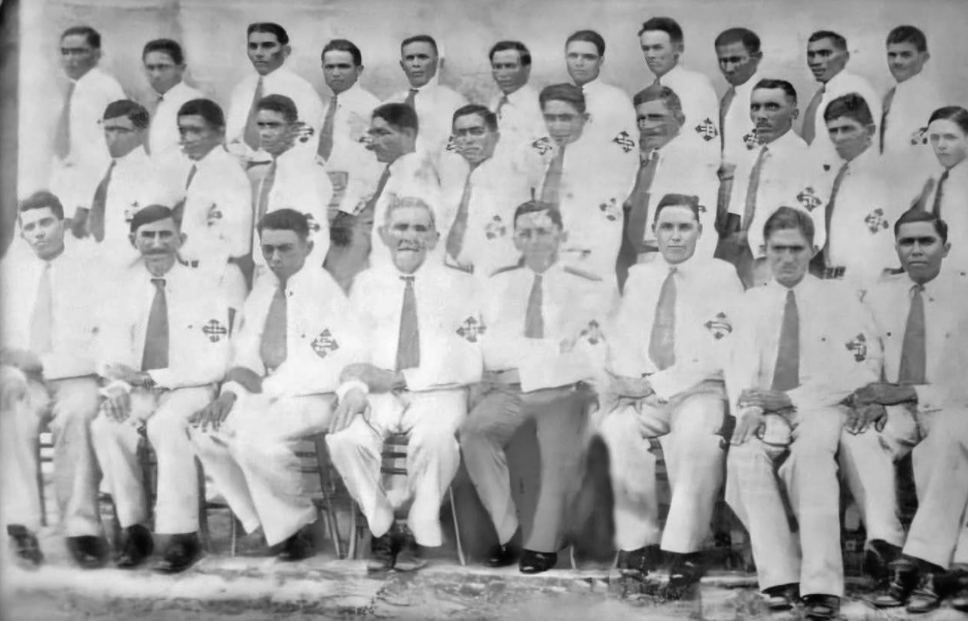
Patrianovistas na década de 1930

Ainda que Arlindo tenha pedido o levantamento de armas, a GUIP manteve-se maioritariamente pacífica no cenário das diferentes facções durante a década de 1930, não levantando armas. Mais pacífica do que outras organizações paramilitares, como os grupos paramilitares da comunista Aliança Nacional Libertadora e da integralista Ação Integralista Brasileira , a GUIP estava mais interessada na pesquisa cultural do que na militância que pudesse levar a qualquer embate com os outros grupos.Isso, no entanto, não impediu que raramente surgissem conflitos entre facções opostas, como os comunistas.
A Guarda também tinha que participar, pelo menos uma vez por semana, de exercícios.

## Organização
As milícias organizaram-se de forma a que diferentes províncias e municípios tivessem grupos, com membros com idades compreendidas entre os 15 e os 40 anos, embora os organizadores manifestassem regularmente que o movimento era maioritariamente composto por jovens.